# Awaji (Hyōgo)
Awaji (淡路市 Awaji-shi?) es una ciudad que se encuentra en Hyōgo, en la zona norte de la isla de Awaji, Japón. 
Desde el 1 de julio de 2012, la ciudad tiene un estimado de población de 47,457 habitantes con 19,643 hogares y un densidad de población de 257.85 personas por km². La superficie total es de 184.05 km².

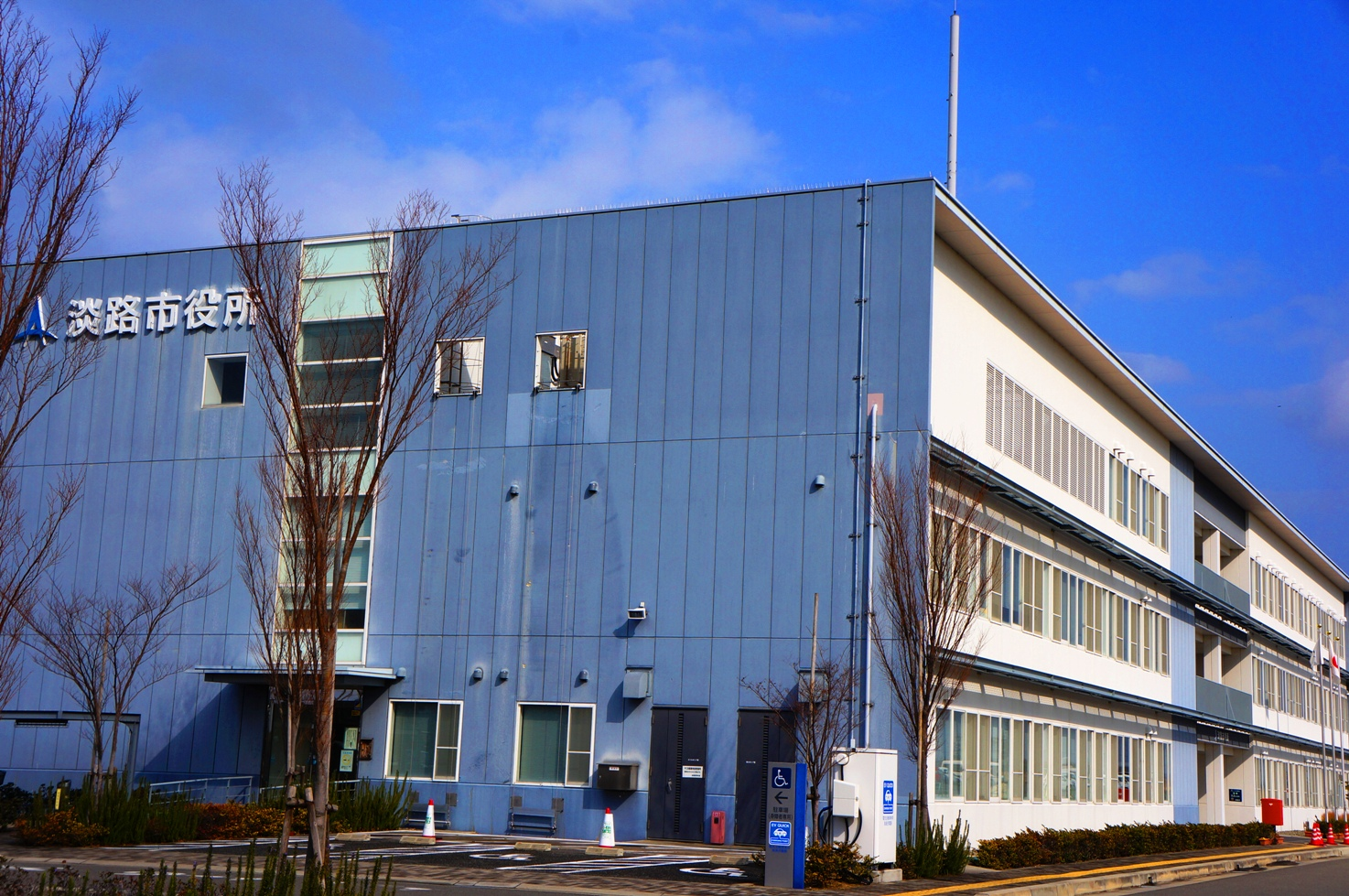
Ayuntamiento de Awaji.

## Historia
La moderna ciudad de Awaji fue establecida el 1 de abril de 2005, cuando surgió de la fusión de la antigua ciudad de Awaji, absorbiendo las ciudades de Tsuna, Higashiura, Hokudan e Ichinomiya (todo el Distrito de Tsuna).

## Atracciones de Awaji
Lugares locales destacados para visitar son:
- Awaji Yumebutai (Kiseki No Hoshi Greenhouse),
- La Falla de Nojima (la zona focal del Gran terremoto de Hanshin-Awaji),
- Akashi Kaikyo National Government Park,
- El templo Honpuku-ji
- Awaji World Park Onokoro.

## Educación
La Biblioteca Municipal de Awaji sirve Awaji. En 1999 esta biblioteca y la Biblioteca de West Bloomfield en West Bloomfield (Míchigan) de Metro Detroit fueron emparejados como instituciones hermanas.
En esta ciudad se encuentra ubicada la ""Escuela de Enfermería y Salud de la Universidad de Kansai".

## Esquema del alquiler debicicletas
Conjuntamente con las ciudades de Minamiawaji y Sumoto, opera en la ciudad un régimen de alquiler a bajo costo de  bicicletas eléctricas, diseñado para atraer a los visitantes a permanecer por más de un día para explorar la isla.

## Transporte
- Carretera
- "Autopista Kobe-Awaji-Naruto"
- Carretera Nacional 28

## Personas célebres nativas de la ciudad
- Iwano Hōmei (1873-1920), Escritor, crítico literario y traductor.

## Algunas vistas de Awaji

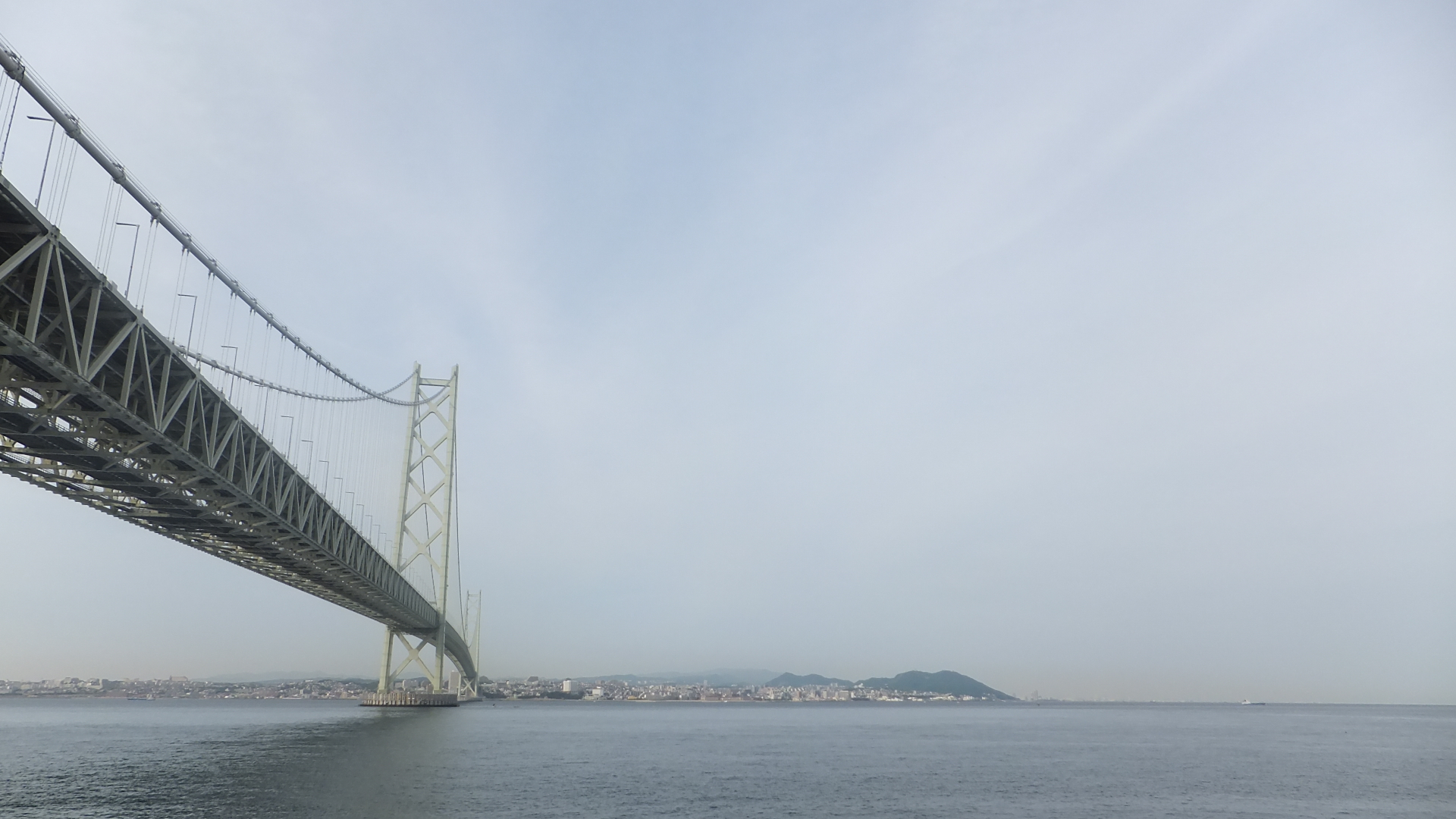
El puente Akashi visto desde Awaji.
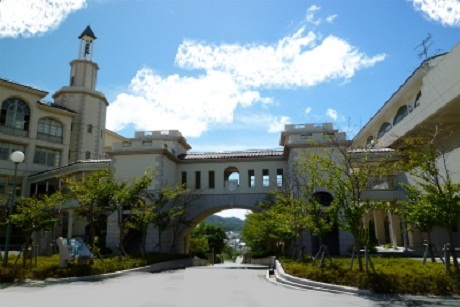
Avenida en Tsuna-hs.
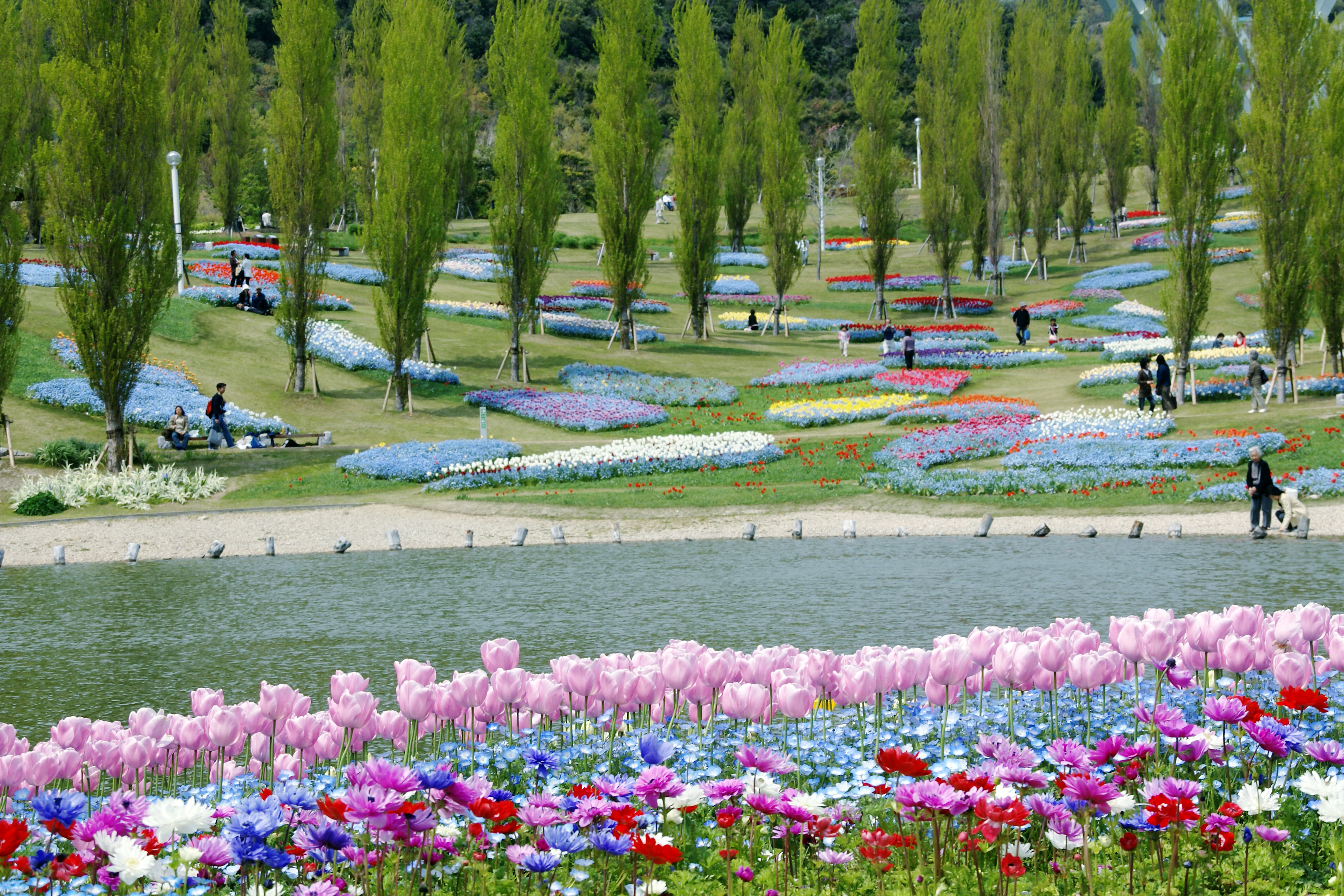
Vista parcial del "Akashi Kaikyo National Government Park".
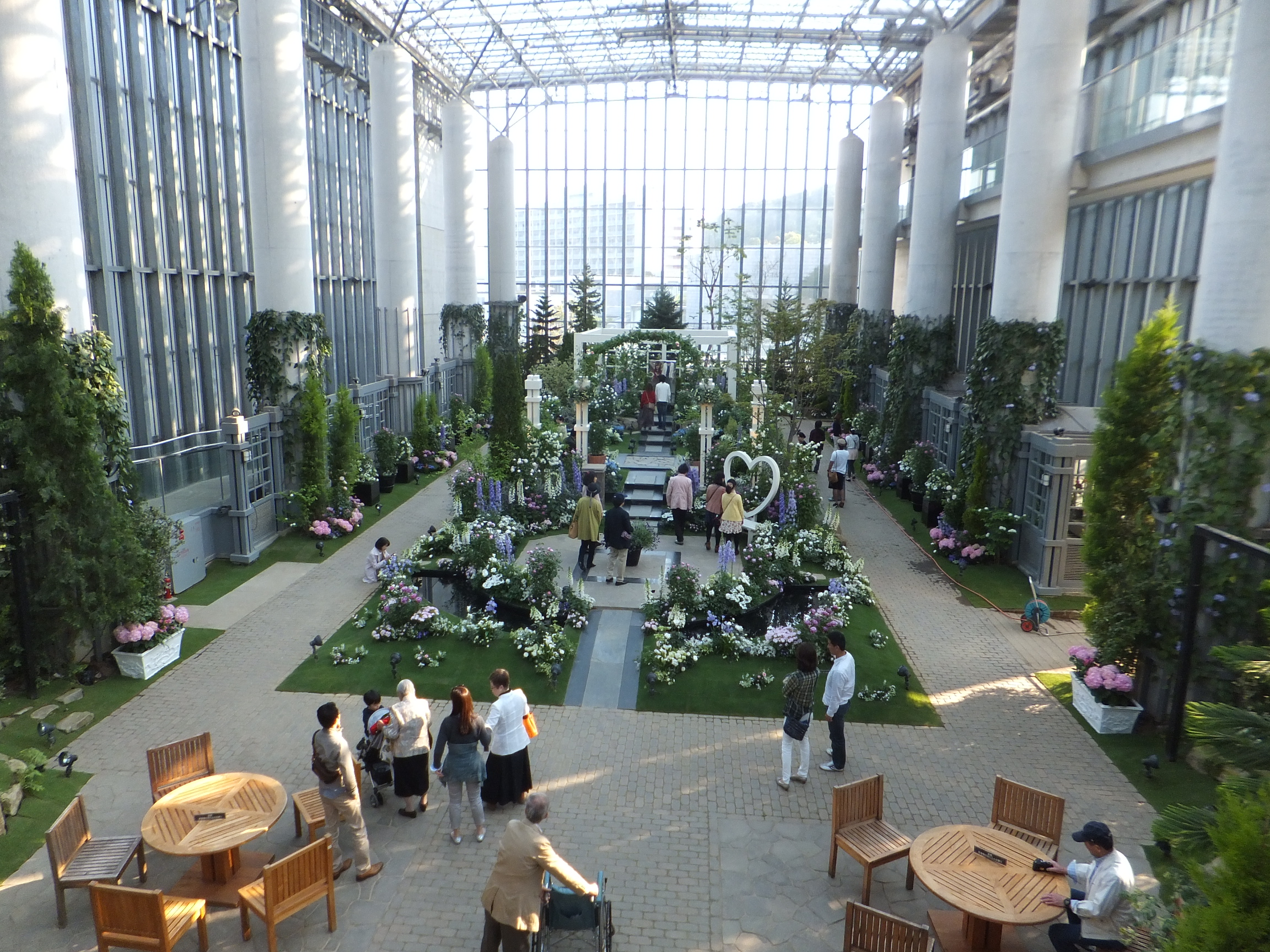
"Miracle Planet Museum of Plants" en Awaji